# Arroio Trinta
Arroio Trinta is een gemeente in de Braziliaanse deelstaat Santa Catarina. De gemeente telt 3.638 inwoners (schatting 2009).

## Aangrenzende gemeenten
De gemeente grenst aan Caçador, Iomerê, Macieira, Salto Veloso, Treze Tílias en Videira.